# رئیس کمیسیون اروپا
رئیس کمیسیون اروپا (به انگلیسی: President of the European Commission) مقامی رسمی در اتحادیه اروپا است که به بالاترین مقام کمیسیون اروپا گفته می‌شود. این کمیسیون شاخه اجرایی اتحادیه اروپا و در حقیقت قدرتمندترین نهاد این اتحادیه محسوب می‌گردد. رئیس کمیسیون، مسئول تخصیص پول و سایر اوراق بهادار به اعضای اتحادیه است و می‌تواند در صورت نیاز دستور انتخابات جدید یا اخراج اعضا را صادر کند. او دستور کار کمیسیون را تعیین کرده و تمامی قوانین اتحادیه اروپا مصوب در پارلمان اروپا را برای اجرا ابلاغ می‌کند.
اورزولا فن در لاین در ژوئیه ۲۰۱۹ از سوی شورای اروپا به عنوان نامزد رئیس کمیسیون اروپا به پارلمان اروپا برای کسب رای اعتماد معرفی شد. او در ۱۶ ژوئیه با کسب نزدیک به اکثریت مطلق آراء نمایندگان پارلمان اروپا به عنوان رئیس کمیسیون اروپا انتخاب شد.ژان کلود یونکر تا اول دسامبر در سمت خود باقی خواهد ماند و در اول دسامبر جابجایی به‌طور کامل انجام خواهد شد.